# Chile Eboe-Osuji
Chile Eboe-Osuji (* 2. September 1962 in Anara, Imo, Nigeria) ist ein Jurist und ehemaliger Präsident des Internationalen Strafgerichtshofs in Den Haag. Zuvor war er unter anderem Rechtsberater des Hohen Kommissars für Menschenrechte der Vereinten Nationen. Seit dem 15. April 2025 ist er Richter am Caribbean Court of Justice.

## Ausbildung
Er erlangte seinen Bachelor of Law an der University of Calabar, Nigeria, seinen Master of Law an der McGill University, Montreal, Quebec, Kanada und seinen Doktor der Rechtswissenschaft an der Universiteit van Amsterdam, Niederlande.

## Karriere
Eboe-Osuji wurde 1986 als Rechtsanwalt in Nigeria zugelassen und arbeitete  dort kurz. Nachdem er 1991 seinen Master in Rechtswissenschaft von der McGill University erhalten hatte, arbeitete er als Rechtsanwalt in Kanada und wurde 1993 als Rechtsanwalt in Ontario und in British Columbia zugelassen.
Von 1997 bis 2005 arbeitete Eboe-Osuji beim Internationalen Strafgerichtshof für Ruanda als Anklageberater und leitender Justizbeamter für die Richter des Tribunals. Von 2005 bis 2007 praktizierte er in Kanada als Anwalt und Rechtsdozent. 2007/08 arbeitete er für den Sondergerichtshof für Sierra Leone
als Seniorpartner für Berufungsverfahren in Strafsachen und kehrte zum ICTR in den Jahren 2008 bis 2010 als Leiter der Kammern zurück. 2010 wurde er der Rechtsberater des UNHCHR unter Navi Pillay, und erhielt eine zusätzliche Berufung als Hauptpartner für Berufungsverfahren in Strafsachen am Sondergericht für Sierra Leone, im Fall von Charles Taylor, dem ehemaligen Präsidenten Liberias. Er verfasste zwei Bücher und zahlreiche juristische Zeitschriftenartikel zum Völkerrecht.
Für 2021 wurde Eboe-Osuji die Goler-T.-Butcher-Medaille zugesprochen.

## Richter am Internationalen Strafgerichtshofs, 2012–2021
Am 16. Dezember 2011 wurde Eboe-Osuji im fünfzehnten Wahlgang der Versammlung der Vertragsstaaten zum Richter des Internationalen Strafgerichtshofs gewählt. Am 9. März 2012 wurde er vereidigt, sein Amt trat er am 11. März 2012 an.
Ab September 2013 leitete Eboe-Osuji – neben den Richtern Olga Venecia Herrera Carbuccia und Robert Fremr – den Prozess gegen den stellvertretenden Präsidenten von Kenia William Ruto ein. Ruto wurde beschuldigt, nach den umstrittenen Wahlen 2007, aus politischem Nutzen eine Welle von Tötungsdelikten abgelöst zu haben. Von Anfang an warnte der Richter kenianische Medien und Blogger, dass jeder, der die Identität eines geschützten Zeugen beim Ruto-Gerichtsverfahren enthülle, sich der Missachtung des Gerichts schuldig machen würde. ICC-Chefanklägerin Fatou Bensouda hatte sich zuvor beschwert, dass einige Zeugen in Kenia eingeschüchtert würden, von denen einige sich deshalb nunmehr nicht mehr aussagebereit erklärten.
Auf Eboe-Osujis eigenen Wunsch beschloss die Präsidentschaft des ICC, die Prozesskammer V(b) in der Verhandlung gegen Uhuru Muigai Kenyatta zu rekonstituieren und ihn Anfang 2014 durch Richter Geoffrey Henderson zu ersetzen. Allerdings blieb Eboe-Osuji der Vorsitzende der Prozesskammer V(a), die weiterhin mit dem Fall gegen Ruto und den ehemaligen Kass-FM-Sender Joshua Sang beschäftigte. Im April 2014 veröffentlichte seine Kammer Vorladungen für mehrere Zeugen der Anklage, die nicht mehr bereit waren, in dem Fall auszusagen. Kurz darauf tadelte Eboe-Osuji die Regierung Kenias, dass sie das Prinzip der Souveränität benutze, um bei jeder sich bietenden Gelegenheit Richter einzuschüchtern.
Am 11. März 2018 wurde er als Nachfolger von Silvia Fernández de Gurmendi zum Präsidenten des Internationalen Strafgerichtshofs gewählt. Seine neunjährige Amtsperiode endete am 11. März 2021.

## Privates
Eboe-Osuji ist Mitglied im Netzwerk International Gender Champions, welches sich für eine Geschlechtergerechtigkeit auch in internationalen Organisationen einsetzt.